# Анна Джурнякова
Анна Джурнякова (словац. Anna Džurňáková; народилась 24 січня 1983 у м. Кежмарок, ЧССР) — словацька хокеїстка, напададниця. Виступає за «Слован» (Братислава). 
У складі національної збірної Словаччини учасниця зимових Олімпійських ігор 2010, учасниця чемпіонатів світу 2005 (дивізіон II), 2007 (дивізіон II), 2008 (дивізіон I), 2009 (дивізіон I) і 2011.
Вона перша словацька хокеїстка, яка закинула шайбу на найзначніших спортивних змаганнях, якими є зимові Олімпійські ігри та чемпіонат світу. Це сталося на 10 хвилині матчу Словаччина—Швеція у груповому етапі турніру на зимових Олімпійських іграх 2010 року, коли вона зрівняла рахунок на 1:1. У підсумку матч закінчився перемогою збірної команди Швеції 6:2.